# Società Sportiva Sambenedettese 1951-1952
Questa voce raccoglie le informazioni riguardanti la Società Sportiva Sambenedettese nelle competizioni ufficiali della stagione 1951-1952.

## Rosa
| N. |                   | Ruolo | Calciatore         |
| -- | ----------------- | ----- | ------------------ |
|    | Italia (bandiera) | D     | Giulio Anatò       |
|    | Italia (bandiera) | D     | Alberto Astraceli  |
|    | Italia (bandiera) | D     | Tommaso Brignone   |
|    | Italia (bandiera) | P     | Serafino Capralini |
|    | Italia (bandiera) | A     | Etro Ferretti      |
|    | Italia (bandiera) | C     | Marcello Flammini  |
|    | Italia (bandiera) | A     | Mario Ghinazzi     |
|    | Italia (bandiera) | A     | Dante Larena       |
|    | Italia (bandiera) | C     | Aldo Morsan        |

| N. |                   | Ruolo | Calciatore           |
| -- | ----------------- | ----- | -------------------- |
|    | Italia (bandiera) | A     | Valeriano Ottino     |
|    | Italia (bandiera) | C     | Luigi Palestini (IV) |
|    | Italia (bandiera) | C     | Francesco Palma      |
|    | Italia (bandiera) | P     | Piero Persico        |
|    | Italia (bandiera) | A     | Renzo Ricci Garotti  |
|    | Italia (bandiera) | C     | Sirio Santi          |
|    | Italia (bandiera) | A     | Luigi Traini (I)     |
|    | Italia (bandiera) | A     | Ilio Traverso        |